# Comité national polonais (1831)
Pour les articles homonymes, voir Comité national polonais.
Le Comité national polonais (en polonais Komitet Narodowy Polski) est une organisation politique des Polonais en exil, formée en France le 8 décembre 1831, à la suite de l'échec du soulèvement national de 1830-1831 contre la domination russe sur le royaume de Pologne.

## Contexte historique
L'écrasement du soulèvement et la reprise de Varsovie par l'armée russe en septembre 1831 oblige plusieurs milliers de Polonais, expropriés et déchus de leurs droits civiques, à émigrer, surtout en France, phénomène auquel on donne le nom de Grande Émigration.  
Au sein de la Grande Émigration, le Comité national représente une orientation libérale et républicaine, face à la Société démocratique polonaise (1832), plus radicale, et au parti de l'hôtel Lambert du prince Adam Czartoryski, d'orientation conservatrice. 

## Objectif
La présidence du Comité national polonais est assumée par Joachim Lelewel, homme politique et historien. Son objectif est d'organiser un soulèvement national afin de libérer la Pologne du joug de ses occupants et de la restaurer dans ses frontières d'avant les partages. Le Comité entend instaurer un état républicain, abolir le servage, émanciper les paysans et imposer l'égalité de tous les citoyens.  

## Intervention russe
À la suite de l'appel lancé par le Comité « au peuple russe » en décembre 1832 pour l'anniversaire de l'insurrection décabriste de 1825 et après l'intervention de l'ambassadeur de Russie à Paris, Charles André Pozzo di Borgo, Lelewel et plusieurs membres de la direction du Comité sont contraints par les autorités françaises de quitter Paris. Lelewel, assigné à résidence à Tours, est même expulsé en Belgique en juillet 1833.